# Caldwell County, Missouri
Caldwell County är ett administrativt område i delstaten Missouri, USA, med 9 424 invånare. Den administrativa huvudorten (county seat) är Kingston.

## Geografi
Enligt United States Census Bureau har countyt en total area på 1 113 km². 1 112 km² av den arean är land och 1 km² är vatten.

### Angränsande countyn
- Daviess County - nord
- Livingston County - öst
- Carroll County - sydost
- Ray County - syd
- Clinton County - väst
- DeKalb County - nordväst

### Orter
- Breckenridge
- Kingston (huvudort)